# Bréiner Castillo
Bréiner Clemente Castillo Caicedo (Barbacoas, 5 maggio 1978) è un ex calciatore colombiano, di ruolo portiere.

## Biografia
È zio di Juan Diego Castillo, a sua volta calciatore professionista.

## Statistiche

### Cronologia presenze e reti in nazionale
| Cronologia completa delle presenze e delle reti in nazionale ― Colombia | Cronologia completa delle presenze e delle reti in nazionale ― Colombia | Cronologia completa delle presenze e delle reti in nazionale ― Colombia | Cronologia completa delle presenze e delle reti in nazionale ― Colombia | Cronologia completa delle presenze e delle reti in nazionale ― Colombia | Cronologia completa delle presenze e delle reti in nazionale ― Colombia | Cronologia completa delle presenze e delle reti in nazionale ― Colombia | Cronologia completa delle presenze e delle reti in nazionale ― Colombia |
| Data                                                                    | Città                                                                   | In casa                                                                 | Risultato                                                               | Ospiti                                                                  | Competizione                                                            | Reti                                                                    | Note                                                                    |
| ----------------------------------------------------------------------- | ----------------------------------------------------------------------- | ----------------------------------------------------------------------- | ----------------------------------------------------------------------- | ----------------------------------------------------------------------- | ----------------------------------------------------------------------- | ----------------------------------------------------------------------- | ----------------------------------------------------------------------- |
| 17-1-2005                                                               | Los Angeles                                                             | Guatemala                                                               | 1 – 1                                                                   | Colombia                                                                | Amichevole                                                              | -1                                                                      |                                                                         |
| 23-2-2005                                                               | Monterrey                                                               | Messico                                                                 | 1 – 1                                                                   | Colombia                                                                | Amichevole                                                              | -1                                                                      |                                                                         |
| 11-8-2010                                                               | La Paz                                                                  | Bolivia                                                                 | 1 – 1                                                                   | Colombia                                                                | Amichevole                                                              | -1                                                                      |                                                                         |
| 17-11-2010                                                              | Bogotà                                                                  | Colombia                                                                | 1 – 1                                                                   | Perù                                                                    | Amichevole                                                              | -1                                                                      |                                                                         |
| Totale                                                                  |                                                                         | Presenze                                                                | 4                                                                       |                                                                         | Reti                                                                    | -4                                                                      |                                                                         |